# われは海の子
「われは海の子」（われはうみのこ）は、文部省唱歌のひとつ。2007年（平成19年）に日本の歌百選に選出されている。
初出である1910年（明治43年）発行の文部省『尋常小学読本唱歌』におけるオリジナルの曲名は「われは海の子」（p.3：目次）、または「我は海の子」（p.64-67：本文 ）となっている。作詞者・作曲者ともに不詳。ただし宮原晃一郎（本名、宮原知久）（1882年 - 1945年）の娘と芳賀矢一（1867年 - 1927年）の義理の娘は、それぞれ自分の父あるいは義父が作詞者だと信ずると述べた。最近では宮原の原作を芳賀が改作したとする説が最も信頼されている。

## 歌詞
漁村生まれの少年が、強靭な肉体と精神を誇る姿を表現した歌である。『尋常小学読本唱歌』所収の歌詞は以下のとおり。
| 一、 我は海の子白浪の さわぐいそべの松原に 煙たなびくとまやこそ 我がなつかしき住家なれ。 二、 生まれてしほに浴して 浪を子守の歌と聞き 千里寄せくる海の氣を 吸ひてわらべとなりにけり。 三、 高く鼻つくいその香に 不斷の花のかをりあり。 なぎさの松に吹く風を いみじき樂と我は聞く。 | 四、 丈餘のろかい操りて 行手定めぬ浪まくら 百尋千尋海の底 遊びなれたる庭廣し。 五、 幾年こゝにきたへたる 鐵より堅きかひなあり。 吹く鹽風に黑みたる はだは赤銅さながらに。 六、 浪にたゞよふ氷山も 來らば來れ恐れんや。 海まき上ぐるたつまきも 起らば起れ驚かじ。 七、 いで大船を乘出して 我は拾はん海の富。 いで軍艦に乘組みて 我は護らん海の國。 |

## 『尋常小学読本唱歌』（1910年）より

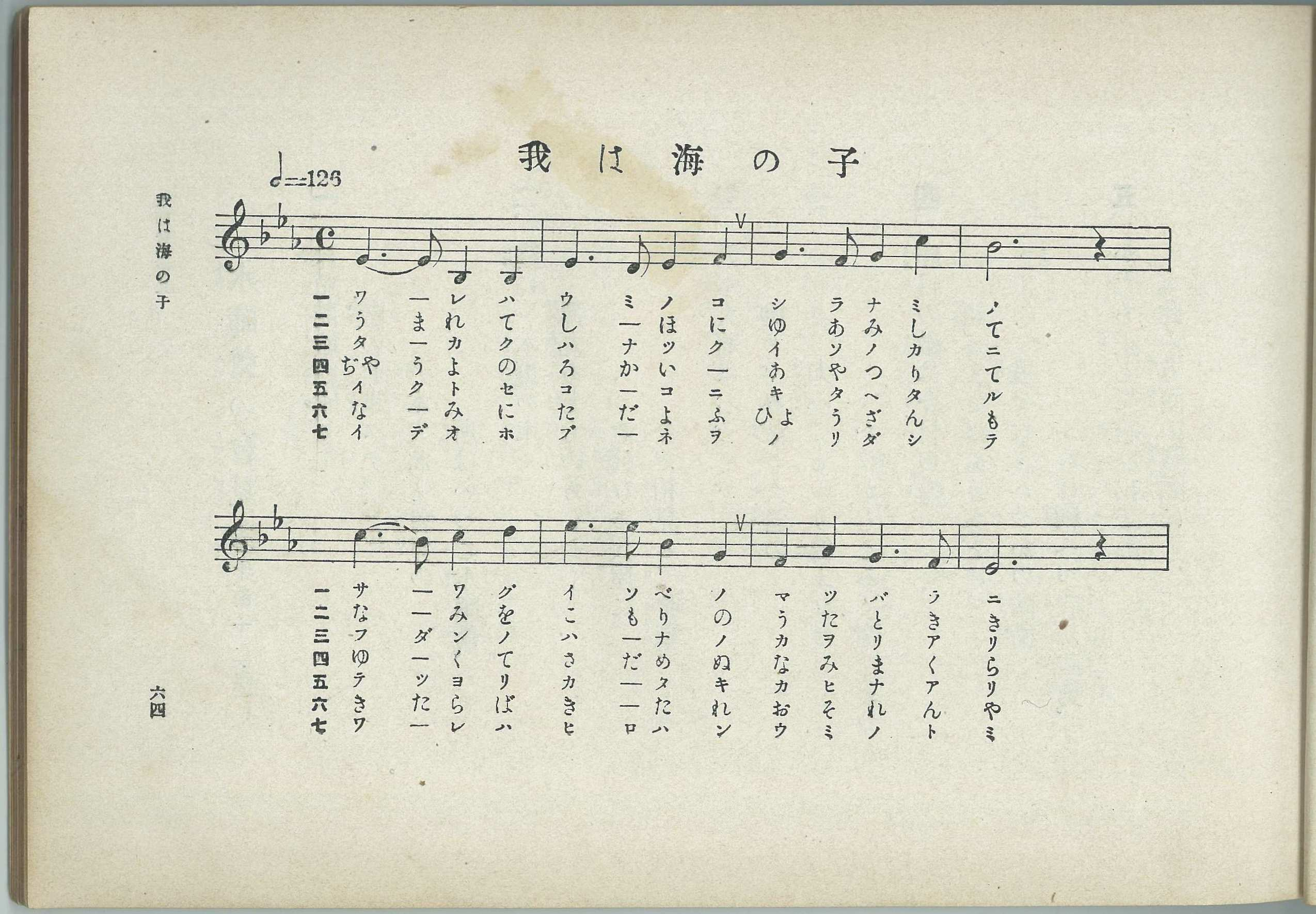
楽譜：1-8小節(p.64)
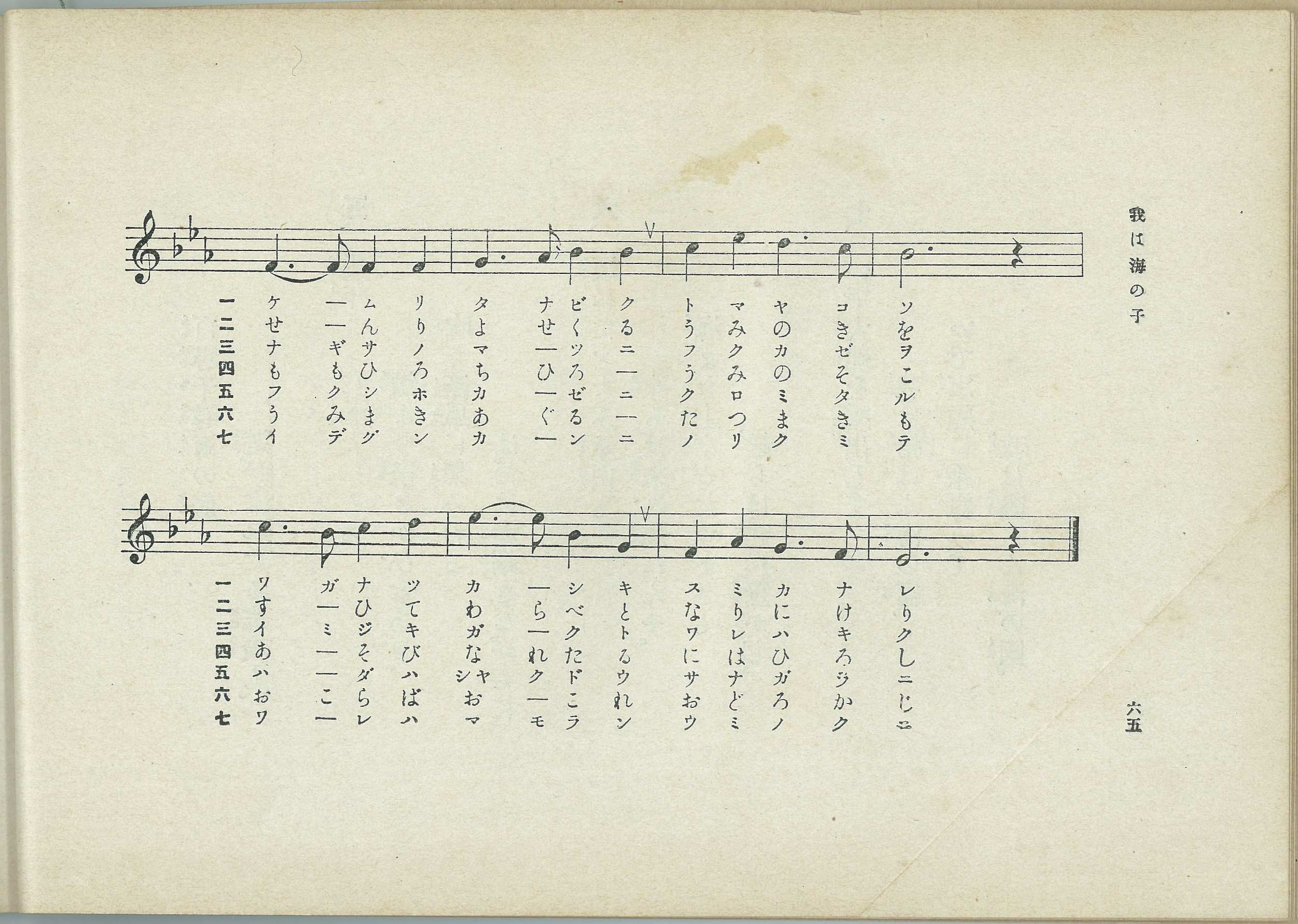
楽譜：9-16小節(p.65)
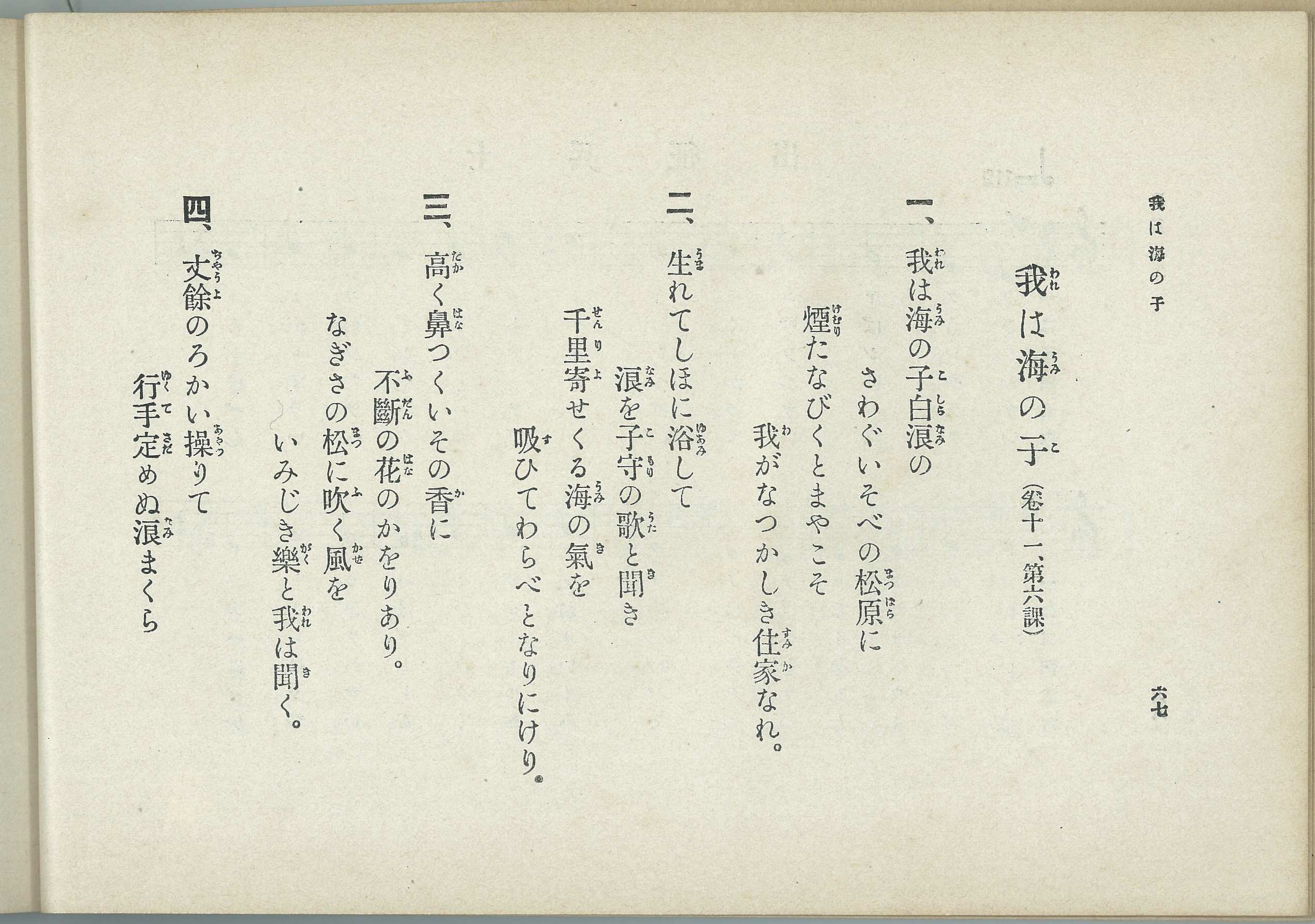
歌詞：1番-4番(p.67)
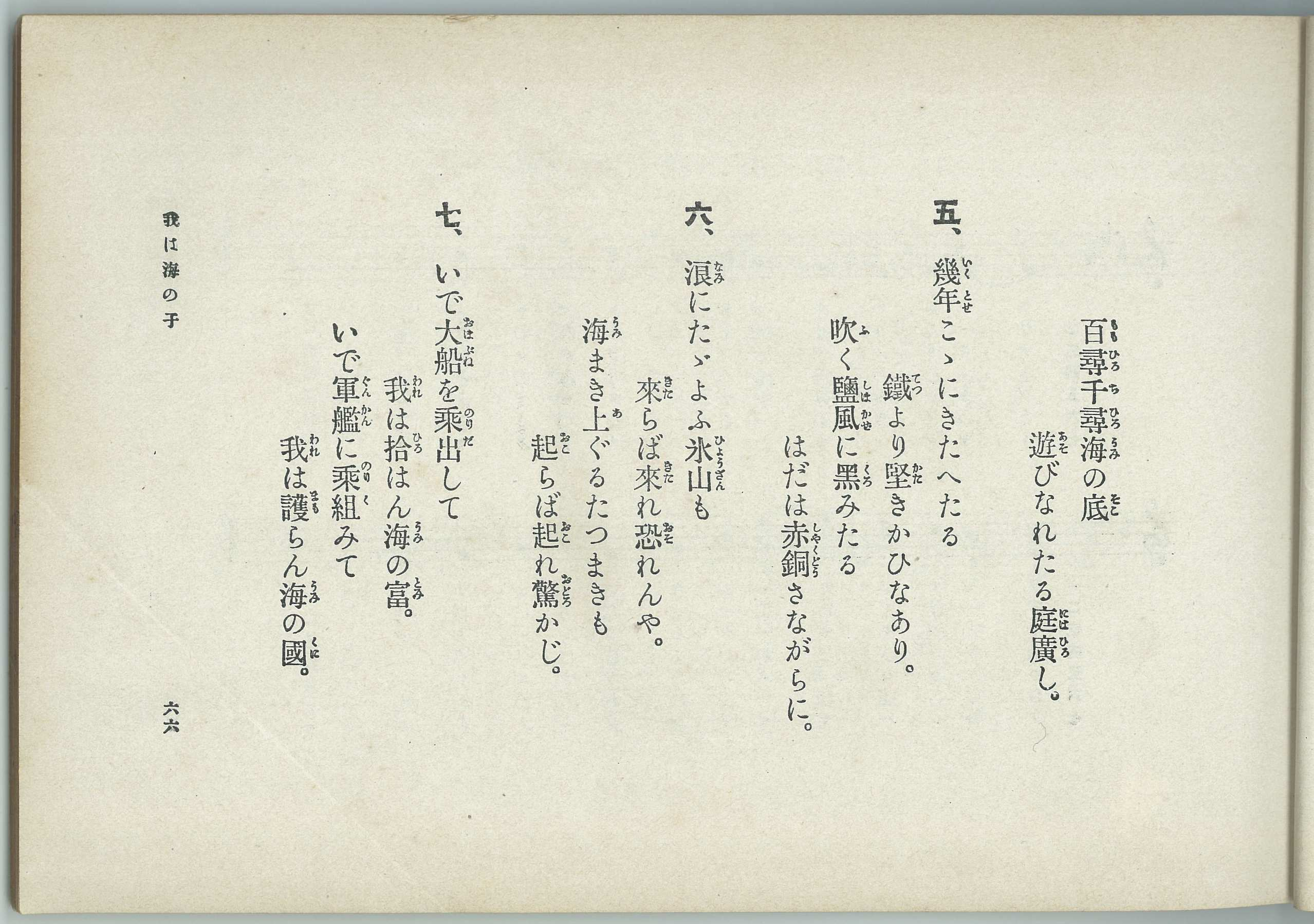
歌詞：5番-7番(p.66)

## 歌曲の変遷
1910年（明治43年）7月に『尋常小学読本唱歌』で発表された。敗戦後7番の歌詞は国防思想や軍艦が登場するという理由でGHQの指示により教科書から削られた。1947年（昭和22年）以降、小学校では3番まで教えられている。1980年（昭和55年）より、「難解な言葉が多く、子供の生活になじまない」という理由で、共通歌唱教材から外された。しかし、日本国民の間の人気は高く、1990年（平成2年）から教科書に復活した。
ブルーシー・アンド・グリーンランド財団（B&G財団）が2000年（平成12年）7月に発表した「21世紀に残したい海の歌」では、応募総数の13.2％に当たる797票を獲得して、「海」に次ぐ第2位に選ばれた。2007年（平成19年）に「日本の歌百選」に選ばれた。

## 評価
成美堂出版編集部は、「格調高い詞と爽快なメロディー」、「明治唱歌の傑作といわれています」と解説した。

## 作詞者
永年作詞者は不詳とされていたが、1989年（平成元年）5月に宮原晃一郎の一人娘の典子が、この歌詞は宮原が小樽新聞記者当時の1908年に文部省の新体詩懸賞に応募し、佳作当選した「海の子」という詩が元になったと主張した。翌年の1909年1月26日、宮原は文部省への著作権の譲渡に同意したとされている。この主張に基づき、歌詞のモチーフとなった海は宮原が生れ育った鹿児島県の鹿児島湾(錦江湾)だとして、2000年（平成12年）に湾に面する鹿児島市祇園之洲町の祇園之洲公園に歌碑が建てられた。しかし実際には宮原が作詞者であるという直接的な証拠が示されたことはなく、錦江湾がモチーフになったという根拠は全くない。一方、芳賀の義理の娘は、芳賀が育ったのも福井の海の近くだったことから、そこがモチーフになっている可能性もあるのではないかと述べた。

## その他
- NHKの『みんなのうた』では、1968年（昭和43年）8月-9月に紹介された。編曲は溝上日出夫が担当し、ひばりヶ丘少年少女合唱団が歌った。映像は実写。放送では1・2・6番を歌い（テキストでは1・2・3・6番を掲載したが3番は放送されず）、1・2番の間に間奏が加えられ、6番はテキストとは異なり転調しなかった。長期にわたって再放送されなかったが、2011年（平成23年）から始まった「みんなのうた発掘プロジェクト」で音声が提供され、2015年（平成27年）8月-9月にラジオのみで47年振りの再放送となった。
- 「われはうみのこ」で始まる歌は、この歌のほかに『琵琶湖周航の歌』がある。こちらは「われは湖の子」である。
- JR西日本の運行する特急『くろしお』の古座駅到着時の車内チャイムにかつて使用されていた。また、尾道駅の接近メロディーとして使用されている（一時期は使用を取りやめていたが後に復活している）。その他、七尾線の一部の駅でも夏季限定で接近メロディーに使用されている。
- 東海汽船が島に到着する際に使用されている。
- 近鉄特急の23000系「伊勢志摩ライナー」や50000系「しまかぜ」などの車内で、鳥羽駅到着前のチャイムに使われている。以前は「海（「海は広いな」で始まる）」だった。
- 横浜シーサイドライン金沢シーサイドラインの一部の駅で電車の到着時・発車時のメロディーとして使用されている。
- 初代三遊亭歌之介は、歌詞の海のモチーフが自身の出身地・鹿児島の錦江湾である縁から高座の出囃子に使用していた。4代目三遊亭圓歌襲名を機に変更後、1年おいて弟弟子の三遊亭歌扇（広島県尾道市出身）が真打昇進時に引き継いだ。
- フジテレビの子供向け番組『じゃじゃじゃじゃ〜ン!』で、町あかりが「歌のお姉さん」として替え歌「ちがうちがう! われは海の子」を歌い、2019年発売のアルバム『あかりおねえさんのニコニコへんなうた』に収録された[8]。
- バンダイから発売されている『トロピカル〜ジュ!プリキュア』の『オーシャンプリズムミラー』のダンスモードの楽曲に収録されている[9]。
- 一部の地域で朝や昼、夕方にも、試験放送で防災無線からも、鳴動している。
- 2021年からは、はごろもフーズ「シーチキン」テレビCM（出演：有村架純）においてBGMに本楽曲（編曲：森優太）が採用されている[10]。また、過去には1977年頃同製品の競合商品である大洋漁業（現・マルハニチロ）「シーエース」テレビCM（出演：当時の大洋ホエールズのエース・平松政次）に採用されたことがあり、♪我は海の子シーエース、元気いっぱいシーエース♪という替え歌が充てられていた。